# Список лідерів кінопрокату України 2013
Список лідерів кінопрокату України 2013 містить анотоване перерахування лідерів бокс-офісу України для фільмів, що вперше вийшли в український кінопрокат протягом календарного року 2013 та які за всю свою прокатну історію в Україні зібрали суму у понад $1 млн. 
Список включає збори, зароблені фільмами під-час продажу квитків у кінотеатрах; прибуток від VHS/DVD/Blu-Ray/Video-on-demand, показу на ТБ тощо не враховується. Суми вказуються у доларах США і не враховують інфляцію. Якщо не вказано іншого джерела, суми касових зборів наведені за даними сайту Box Office Mojo.
| #  | Назва фільму                             | Країна                              | Збори в Україні, $ |
| -- | ---------------------------------------- | ----------------------------------- | ------------------ |
| 1  | Хоббіт: Пустка Смога                     | Нова Зеландія, Велика Британія, США | 4 788 551          |
| 2  | Сталінград                               | Росія                               | 3 410 087          |
| 3  | Залізна людина 3                         | США                                 | 3 290 686          |
| 4  | Оз: Великий та Могутній                  | США                                 | 3 009 587          |
| 5  | Крижане серце                            | США                                 | 2 866 139          |
| 6  | Тор 2: Царство темряви                   | США                                 | 2 787 498          |
| 7  | Життя Пі                                 | США                                 | 2 566 112          |
| 8  | Форсаж 6                                 | США                                 | 2 562 239          |
| 9  | Мисливці за відьмами                     | США, Німеччина                      | 2 420 222          |
| 10 | Ялинки 3                                 | Росія                               | 2 390 505          |
| 11 | Всесвітня війна Z                        | Велика Британія, США                | 2 361 184          |
| 12 | Гірко!                                   | Росія                               | 2 248 566          |
| 13 | Тихоокеанський рубіж                     | США                                 | 2 186 270          |
| 14 | Гравітація                               | США, Велика Британія                | 2 119 889          |
| 15 | Сімейка Крудсів                          | США                                 | 2 110 234          |
| 16 | Нікчемний Я 2                            | США                                 | 1 983 331          |
| 17 | Голодні ігри: У вогні                    | США                                 | 1 904 495          |
| 18 | Земля після нашої ери                    | США                                 | 1 839 069          |
| 19 | Університет монстрів                     | США                                 | 1 819 964          |
| 20 | Великий Гетсбі                           | США, Австралія                      | 1 809 104          |
| 21 | Похмілля: Частина III                    | США                                 | 1 790 834          |
| 22 | Елізіум                                  | США                                 | 1 739 291          |
| 23 | Світ забуття                             | США                                 | 1 701 529          |
| 24 | Іван Княженко та Сірий Вовк 2            | Росія                               | 1 634 308          |
| 25 | Ми — Міллери                             | США                                 | 1 576 684          |
| 26 | Самотній Рейнджер                        | США                                 | 1 474 173          |
| 27 | R.I.P.D. Примарний патруль               | США                                 | 1 398 237          |
| 28 | Міцний горішок. Гарний день, аби померти | США                                 | 1 381 843          |
| 29 | G.I. Joe: Атака Кобри 2                  | США                                 | 1 339 438          |
| 30 | Ріддік                                   | США, Велика Британія                | 1 296 250          |
| 31 | Мінлива хмарність, часом фрикадельки 2   | США                                 | 1 287 413          |
| 32 | Анна Кареніна                            | Велика Британія                     | 1 282 826          |
| 33 | Росомаха                                 | США                                 | 1 251 853          |
| 34 | Однокласники 2                           | США                                 | 1 242 231          |
| 35 | Літачки                                  | США                                 | 1 227 470          |
| 36 | Джанґо вільний                           | США                                 | 1 099 289          |
| 37 | Що коять чоловіки!                       | Росія                               | 1 064 218          |
| 38 | Стартрек: Відплата                       | США                                 | 1 050 838          |
| 39 | Людина зі сталі                          | США, Велика Британія                | 1 039 036          |
| 40 | Епік                                     | США                                 | 1 030 053          |
| 41 | Джек — вбивця велетнів                   | США                                 | 1 027 975          |